# 夏普斯堡 (肯塔基州)
夏普斯堡（英語：Sharpsburg）是一個位於美國肯塔基州巴斯縣的城市。

## 地方資料
根據2020年美國人口普查的數據，夏普斯堡的面積為0.51平方千米，當中陸地面積為0.51平方千米，而水域面積為0.00平方千米。當地共有人口365人，而人口密度為每平方千米715.69人。